# 新久千映
新久千映（日语：／ Shinkyū Chie */?，1980年9月20日—）是出身於日本廣島縣廣島市的女性漫畫家。

## 簡歷
新久千映出生於廣島市南區，先後於廣島市立大河小學校、廣島女學院中學校・高等學校及廣島大學教育學系畢業。自少已對畫漫畫有興趣，曾在小學的畢業冊上寫上長大後希望當一位漫畫家。大學畢業後，曾經於醫院內任職，後來她將在工作上的種種事以漫畫形式記下來，並把作品投稿至雑誌社。2005年為了實現夢想，由廣島上京，師隨藤榮道彦學習，並作為他的助理。翌年在Comic Bunch 週刊的増刊號中，憑單篇漫畫《愉快！堀田診所》作商業上的出道。2007年首部連載漫畫《高嶺之花》（タカネの花）於Comic Bunch 週刊刊登。
2011年，以一個由廣島獨自在東京生活的上班族和歌子為題的《和歌子酒》開始於Comic Zenon 月刊連載，這時新久千映亦回到家鄉廣島作為根據地及發展。除了《和歌子酒》外，她亦愛以烹飪和貓為題裁，發表一系列的寫實漫畫。《和歌子酒》因得到讀者的喜歡，促使它被改編成為電視劇集，2015年1月於東京電視台播放，同年7月亦推出了動畫版本，同一時間，她也與Mercian有限公司合作，推出名為「淺黃兔」（浅黄うさぎ）的蕃薯燒酎，並在《和歌子酒》漫畫中刊登。

## 已推出作品

### 單行本
- 高嶺之花（原作：金森重樹，2006年，Comic Bunch 週刊連載，新潮社 Bunch Comics，全2卷）
- 和歌子酒（2011年，《Comic Zenon 月刊》連載，德間書店 Zenon Comics，已出版23卷）
- yeah!單身情歌（2013年，朝日新聞出版 朝日漫畫，全1卷）
- （原作：藤田一己，2013年21號 - 2015年11號，《Young Animal》連載，白泉社 JETS COMICS，全2卷）
- 新久千映之四周都是貓（2014年，集英社 Home Comic，全5卷）
- 新久千映的廣島漫畫符號（2014年，角川書店 Media Factory，全1卷）
- 新久千映獨自的彷徨酒（2016年，角川書店 Media Factory，全1卷）
- 新久千映的嚐酒時間（2018年，角川書店 Media Factory，全1卷）

### 網上漫畫
- 高尾君（2015年，WEB Comic Zenyon 連載，德間書店 Comic Zenon 發行，已出版5卷）

## 電視出演

### 劇集
- 《和歌子酒》第1季第10集（2015年3月12日，東京電視台）：飾演於廣島市內一間府中燒店舖「叡乃屋」內的食客（特別客串）

## 外部連結
- 知惠藏王國 第二王朝 （页面存档备份，存于）（新久千映官方網頁）
- 新久千映的X（前Twitter）
- Comic Zenon 新久千映現時所有連載作品連結